# 671 a.C.
Il 671 a.C. (DCLXXI a.C. in numeri romani) è un anno  del VII secolo a.C.

## Eventi
- Gli Assiri di Assarhaddon, invaso l'Egitto, occupano Menfi e impongono un tributo a Tebe, mentre il faraone Taharqa si rifugia nelle regioni meridionali.